# 三敛
三敛（学名：Averrhoa bilimbi）为酢浆草科阳桃属的植物。分布于热带亚洲包括马来西亚、印度以及广东、广西、台湾等地，生长于海拔120米至1,200米的地区，目前已由人工引种栽培。